# John Smolens
John Harrison Smolens (New York, 1949) è uno scrittore statunitense.

## Biografia
Nato a New York nel 1949, vive e lavora nel Nord del Michigan.
Dopo gli studi al Boston College si è laureato all'Università del New Hampshire e all'Università dell'Iowa.
Ha esordito nella narrativa nel 1989 con Winter by Degrees e in seguito ha pubblicato altri 9 romanzi e una raccolta di racconti e le sue opere hanno sono state tradotte in tedesco, greco, italiano e turco.
Professore presso la Northern Michigan University, tra i riconoscimenti ottenuti si ricorda il Michigan Author Award del 2010.
Nel 2020 ha dato alle stampe Il giorno dei giorni, thriller ispirato al massacro della Bath School.

## Opere

### Romanzi
- Winter by Degrees (1989)
- Angel's Head (1994)
- The Invisible World (2002)
- Margine di fuoco[9] (Fire Point, 2004), Fidenza, Mattioli 1885, 2019 traduzione di Sebastiano Pezzani ISBN 978-88-6261-655-3.
- The Anarchist (2009)
- The Schoolmaster's Daughter (2011)
- Quarantine (2012)
- Wolf's Mouth (2016)
- Il giorno dei giorni (Day of Days), Fidenza, Mattioli 1885, 2020 traduzione di Sebastiano Pezzani ISBN 978-88-6261-749-9.

### Serie Cold
- Freddo (Cold, 2001), Bresso, Hobby & Work, 2003 ISBN traduzione di Katia De Marco ISBN 88-7133-547-3.
- Out (2019)

### Racconti
- My One and Only Bomb Shelter (2000)

## Premi e riconoscimenti
- Michigan Author Award: 2010[10]